# 寺越外雄
寺越 外雄（てらこし そとお、1939年2月7日 - 1994年9月5日）は、北朝鮮による拉致被害者と考えられる日本男性。政府認定の拉致被害者ではないが、「救う会」（北朝鮮に拉致された日本人を救出するための全国協議会）では拉致被害者に認定している。北朝鮮（朝鮮民主主義人民共和国）での名前は金 哲浩（キム・チョルホ）。寺越外雄を含む3人が沖へ漁に出たまま行方不明になり、後に北朝鮮で生存していた事実が確認された事件を「寺越事件」と呼んでいる。

## 人物・略歴
寺越外雄は、1939年（昭和14年）2月7日、石川県羽咋郡志賀町で寺越嘉太郎の四男として生まれた。嘉太郎には11人の子（五男六女）がおり、1番上が長男の太左衛門、2番目が次男の昭二、4番目が次女の豊子、8番目が三男文雄、外雄は9番目の四男であった。太左衛門と友枝の長男が寺越武志で、外雄からすれば甥にあたる。

### 失踪
1963年（昭和38年）5月11日、寺越外雄（当時24歳）は、兄の昭二（当時36歳）、甥の武志（当時13歳）とともに小型漁船「清丸」で能登半島沖へメバル漁に出たまま行方不明になった。「清丸」は5月11日（土曜日）の午後1時ころに高浜港を出港し、北よりの富来町（現、志賀町）福浦港に立ち寄った後、午後4時ころ福浦の沖400メートルに刺し網を入れた。そこまでは周囲からも確認されており、夜遅くには高浜港に帰港する予定だったが、その日は帰らず、翌5月12日の朝、高浜港の沖合い7キロメートルの海上を漁船だけが漂流しているところを発見された。購入して間もない昭二所有の「清丸」左舷には他の船に衝突されてできたような損傷があり、塗料も付着していた。転覆やエンジン故障の痕跡はなかった。網は仕掛けられたままとなっており、人間だけが忽然と消えたのである。寺越嘉太郎は、その日のうちに昭二・外雄・武志の3人の捜査依頼を羽咋警察署に出した。1週間におよぶ海上保安庁や地元漁協の捜索にもかかわらず3人の遺体は発見されず、消息もつかめないまま戸籍上「死亡（遭難死）」として扱われた。3人は海に投げ出されて死亡したものとみなされたのである。捜索が打ち切られて間もなく、寺越家では3人の葬儀が執り行われた。

### 24年ぶりの手紙
失踪から24年目の1987年（昭和62年）1月22日、死んでいると思われていた寺越外雄から姉豊子（嘉太郎の次女）の嫁ぎ先に突然手紙がとどいた。罫線のないわら半紙にボールペンで書かれていた手紙には、3人は失踪後、北朝鮮で暮らすようになったこと、自身は北朝鮮で家庭をもち、2人の子があること、外雄の北朝鮮での住所、「金哲浩（キム・チョルホ）」という北朝鮮での名前が記されてあった。豊子の夫はすぐにこれに返信し、「実家のそばに何があったか」「便所はどこにあるのか」「お宮さんはどこか」といった、本当に外雄本人なのかどうか確定させるための質問も盛り込んだ。外雄の返信により、間違いなく外雄の北朝鮮での生存が確認された。外雄の手紙によれば、武志は北朝鮮で「金英弘（キム・ヨンホ）」の名で生存し、結婚して子どももいるが、昭二は北朝鮮に来てから5年後に亡くなったという。

### 北朝鮮での生活
消息によれば、1965年、外雄と武志は平安北道亀城市で暮らすようになり、外雄は工作機械工場の旋盤工、武志は溶接工として働いた。2人は在日朝鮮人だったふりをして暮らすこととしたという。世間にはなるべく内緒にしながら日本の寺越家と北朝鮮の外雄とのあいだで手紙のやりとりが続いた。寺越外雄から兄文雄に出された手紙は100通以上におよんでいる。それによれば、外雄は、1970年（昭和45年）5月1日、元在日朝鮮人で帰還事業によって帰国した韓福生と結婚し、1972年に長男の明哲が、1975年に長女の明心が生まれている。そのうち、外雄からの手紙は金品を送ってくれという内容ばかりが目立つようになった。その後、寺越武志の母、寺越友枝は夫の太左衛門をともなって北朝鮮に再び渡り、何度か外雄や武志と会った。しかし、それは自由な面会ではなく、招待状を出してもらい、北朝鮮当局の「特別な配慮」に対する感謝の言葉を述べ、当局に何度も頭を下げ続けた結果、やっと監視つきで面会が許されるというものであった。
寺越外雄は、1994年（平成6年）9月5日、平安北道亀城市において死亡した。55歳であった。外雄の兄、寺越文雄は海上保安庁に外雄の死亡認定の取り消しを求め、2010年5月12日に死亡取り消し、翌日5月13日に彼の戸籍回復が決定した。外雄は1994年に死亡しており、2010年の時点で死亡していることに変わりはないが、「遭難死」扱いとなっていたため、これが取り消されたのであった。

## 北朝鮮による拉致疑惑
寺越外雄と武志が連れていかれ、北朝鮮の土を踏んだのは咸鏡北道清津であった。北朝鮮当局は、「北朝鮮の船が遭難していた3人を救助した。3人は北朝鮮で生きていくことを選んだ、昭二は1968年3月30日に北朝鮮で死亡」との主張を一方的に展開してきた。「拉致」ではなく「救助」であり、「本人の意思で北朝鮮で暮らすことを選んだ」との説明である。しかし、日本政府は2007年（平成19年）11月6日、福田康夫首相名で、同事件は「北朝鮮による拉致の可能性を排除できない事案に該当」との見解を示している。また、「家族会」（北朝鮮による拉致被害者家族連絡会）と「救う会」（北朝鮮に拉致された日本人を救出するための全国協議会）は、いずれも、この事件が拉致事件であるとの認識に立っている。
「沖合いで北朝鮮の船に助けられた」という証言は、韓国人拉致被害者で横田めぐみの夫だった金英男の証言と一致しており、北朝鮮当局者からの指示である可能性がある。わずか7km沖合いの日本領海内において漂流した漁船が発見されており、浸水した形跡もないことから、日本の警察当局は北朝鮮の工作船によって発見され、拉致されたものと推測している。